# Hoya siamica
Hoya siamica är en oleanderväxtart som beskrevs av William Grant Craib. Hoya siamica ingår i släktet Hoya och familjen oleanderväxter. Inga underarter finns listade i Catalogue of Life.